# 路易吉洋樓2
《路易吉洋樓2》，是由Next Level Games开发並由任天堂在任天堂3DS平台发行的动作冒险游戏。游戏2013年在日本、欧美和台港推出，是2001年GameCube游戏《路易吉洋樓》的续作。这是马里奥系列中，在《马里奥失踪记》（Mario is Missing!）和《路易吉洋樓》之后，又一款以路易吉为主角的游戏。
在《路易吉洋樓2》中，玩家控制路易吉用鬼怪吸尘器吸入鬼怪。游戏单人模式的主要目标是收集暗月碎片，重新让鬼怪溪谷将鬼怪平静下来。此外玩家还可本地或通过任天堂网络连线多人游戏。
本作于2013年3月起在全球陆续发售；同年7月26日在台湾和香港地区发售中文版。本作的繁体中文版内置了简体中文版本，故也可通过中国大陆版行货iQue 3DS XL进行游戏。

## 故事
某天，害羞幽靈王破壞了名為「暗月」的魔力石頭，導致鬼怪溪谷的鬼怪變的異常狂暴起來⋯原本居住在溪谷洋樓的哎唷·喂博士也在逃亡中遺失大量對鬼怪的研究文件，為繼續其對鬼怪的研究，恢復鬼怪溪谷的安定，博士決定派遣路易吉前往鬼屋進行詳細調查、捕捉鬼怪、收集暗月碎片、讓鬼怪冷靜下來、拯救瑪利歐……

## 銷售
截止至2025年3月底
《路易吉洋樓 2》在全球已售出648萬份，在任天堂3DS上的本家遊戲銷量排行第十一名。
《路易吉洋樓 2 HD》在全球共售出188萬份。

## 前作/续作
2018年9月14日播出的任天堂直面会上，任天堂正式公布了《路易吉洋樓3》，游戏將于2019年登陆任天堂Switch平台，并且包含繁简中文。

## 重製版
2023年6月21日，在任天堂直面会上，任天堂宣布将制作《路易吉洋馆2》的高清版，並於2023年9月的任天堂直面会上，將發售日期定於2024年夏季。
在2024年马力欧日（3月10日）公开正式发售日期为2024年6月27日。該遊戲保留了查爾斯·馬爾蒂內（Charles Martinet）為路易吉（Luigi）和瑪利歐（Mario）配音的剪輯。